# Lisa Marie Varon
Victoria (WWE) / Tara (TNA)
 (juillet 2021).
Lisa Marie Varon née le 10 février 1971 à San Bernardino, est une pratiquante de body fitness, une culturiste ainsi qu'une catcheuse américaine, connue pour son travail à la World Wrestling Entertainment (WWE) sous le nom de Victoria et à la Total Nonstop Action Wrestling (TNA) sous le nom de Tara.
Elle participe à des concours de body fitness et de culturisme entre 1995 et 2000. En 2000, elle signe un contrat avec la World Wrestling Federation (WWF) et passe deux ans dans les clubs-école de la WWF tout en faisant des apparitions à la WWF.

## Jeunesse et carrière de pratiquante de body fitness et culturiste
Lisa Marie Varon est d'origine porto-ricaine par son père et turque par sa mère. Elle est cheerleader au lycée et est une All American ce qui lui permet d'étudier la biomédecine à l'université de Californie à Los Angeles (UCLA) puis à l'université de Loma Linda. En 1995, elle commence à participer à des concours de culturisme et remporte dans la catégorie des poids moyen le Inland Empire organisé par le National Physique Committee. Elle fait ensuite du body fitness et est championne de ESPN's Fitness America Series en 1997.

## Carrière de catcheuse

### World Wrestling Federation/Entertainment (2000-2009)

#### RAW (2002-2007)
Engagée comme catcheuse dans la division féminine, Lisa Marie Varon débute à RAW le 5 août 2002 sous le nom de Victoria dans un match qu'elle remporte contre Trish Stratus. Présentée au début du match comme une face, une attaque sournoise après avoir simulé une blessure la dévoile soudain comme une heel violente et psychotique entretenant une rancune personnelle envers Trish Stratus. C'est le début d'une rivalité qui s'étendra sur plusieurs mois et qui marquera un palier dans le catch féminin à la WWE, ces deux catcheuses utilisant des moyens extrêmes considérés jusqu'ici comme l'apanage du catch masculin, comme un coup de chaise sur la tête (RAW du 30 septembre 2002), un match de table où Trish passera Victoria à travers une table (RAW du 9 décembre 2002), ainsi qu'une série de matches hardcore utilisant armes et ustensiles. Au cours de cette rivalité et jusqu'à la fin de 2003, Victoria formera à l'écran un couple avec Steven Richards.
Trish Stratus ayant entretemps reconquis le titre de Championne féminine de la WWE face à Molly Holly,
Victoria remporte le Championnat féminin de la WWE pour la première fois le 17 novembre 2002 aux Survivor Series en battant Trish Stratus à l'issue d'un match hardcore. Elle le conserve jusqu'à la fin de sa rivalité avec Trish Stratus où elle reperd le titre lors d'un triple threat match à WrestleMania XIX le 30 mars 2003, la troisième catcheuse étant Jazz.

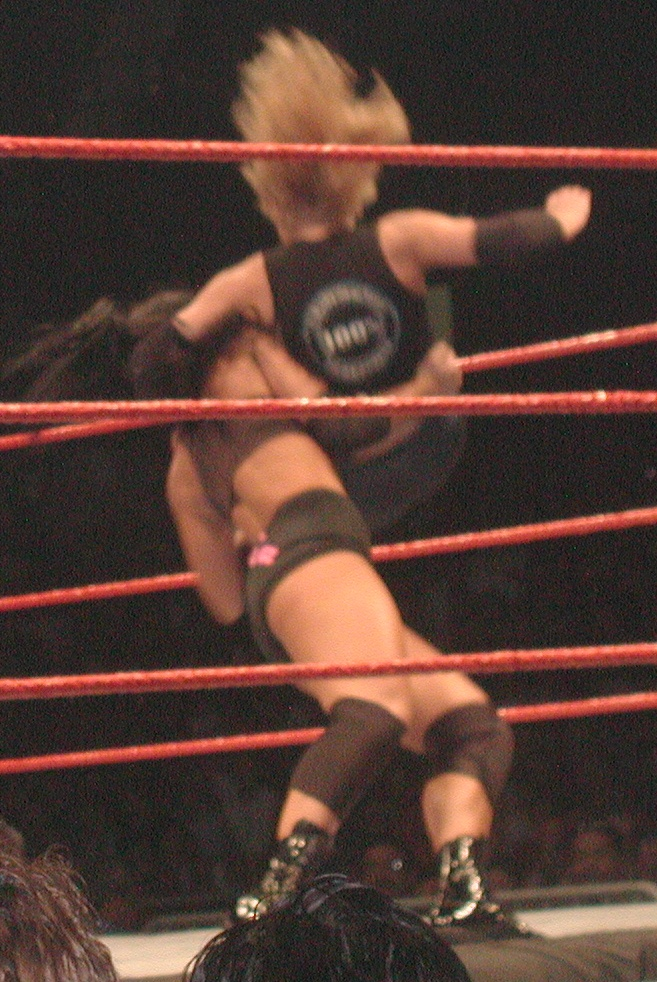
Victoria (à gauche), subissant le Stratusfaction de Trish Stratus.

Victoria continue comme heel jusqu'au début 2004, remportant notamment le premier match en cage féminin à la WWE le 24 novembre 2003 face à Lita, et aidant Molly Holly et Gail Kim lors de leur rivalité face à Lita et Trish Stratus. Molly l'ayant toutefois frappée avec la ceinture de championne, Victoria amorce un face turn, et peu après, elle redevient Championne féminine
en l'emportant face à Molly Holly, Lita et Jazz dans un Fatal Four-Way Elimination match à Raw, le 23 février 2004. Sa rivalité face à Molly Holly se poursuit lors d'un match title vs hair à WrestleMania XX, qu'elle remporte, rasant complètement la tête de Molly Holly à l'issue du match. Si Victoria cède une nouvelle fois le titre à Trish Stratus lors d'un Fatal 4-Way à Bad Blood le 13 juin 2004, elle remporte encore le match désignant le challenger numéro un pour le titre à Vengeance 2004, concluant ainsi victorieusement la rivalité avec Molly Holly. Elle perd toutefois le match de championnat suivant face à Trish Stratus à Unforgiven 2004.
Victoria devient challenger numéro un à plusieurs reprises entre fin 2004 et mi 2007, opposée à Trish Stratus et plus tard à Mickie James, mais elle ne remportera plus le titre.
Le 30 mai 2005, Victoria amorce un nouveau heel turn, attaquant brutalement Maria, Candice Michelle, Jerry Lawler et Christy Hemme à l'issue d'un concours de bikinis remporté par cette dernière. C'est le début d'une rivalité avec Christy Hemme qui s'achèvera à Vengeance 2005 lors d'un match remporté par Victoria.
Après une courte rivalité avec Stacy Keibler au cours de l'été 2005, Victoria s'allie à Torrie Wilson et Candice Michelle pour former un groupe qui prend le nom de Ladies in Pink et plus tard Vince's devils. Elles bataillent contre la gagnante du Diva Search 2005, Ashley Massaro, bientôt aidée de Trish Stratus et la débutante à Raw, Mickie James. Ces rivalités se poursuivent durant près d'un an, d'août 2005 à juin 2006; Torrie Wilson étant exclue du groupe en mars 2006, devenue face, elle s'oppose à ses anciennes partenaires Victoria et Candice Michelle, ce qui mène finalement à la dissolution du groupe.
Par la suite et jusqu'à son transfert à SmackDown en juin 2007, Victoria catche activement pour le titre de Championnat féminin, opposée principalement à Mickie James, Melina et Candice Michelle, mais sans succès.

#### SmackDown (2007-2009)
Le 17 juin 2007, Victoria est draftée à SmackDown.
Associée à Kenny Dykstra avec lequel elle entretient une relation à l'écran, elle s'oppose au cours des mois suivants à Torrie Wilson associée à Jimmy Wang Yang et à Michelle McCool, associée à Chuck Palumbo.
En avril 2008, elle forme une alliance avec sa "meilleure amie", la débutante à SmackDown Natalya. Mais ni Natalya, ni Victoria ne parvient à devenir la première Championne des Divas, le titre revenant à Michelle McCool à The Great American Bash 2008. Plus tard dans l'année, Natalya et Victoria s'opposent aux Bella Twins, perdant tous les matchs, Brie Bella se faisant remplacer par sa sœur, Nikki Bella à chaque rencontre.

#### Départ (2009)
Le personnage de Victoria prend finalement à l'écran une tonalité moins sérieuse. En coulisses, Lisa Marie Varon, occupant à présent la place de vétéran de la division féminine, prend un rôle plus centré autour de l'entraînement et le conseil des nouvelles divas,. Sur le ring, Victoria endosse le rôle de jobber, perdant fréquemment contre Cherry, Kelly Kelly, Brie Bella et Maria. Elle est notamment éliminée d'entrée lors des Survivor Series 2008.
Le 13 janvier 2009, lors des enregistrements de SmackDown (diffusé le 16 janvier), Victoria perd face à Michelle McCool. Après le match, elle annonce qu'elle quitte la WWE, après plus de 8 ans de carrière sur les rings.
Le 5 avril de la même année, elle est une invitée surprise de la bataille royale des divas de WrestleMania XXV où elle finit 7e sur 25.

### Total Nonstop Action Wrestling (2009-2013)

#### Knockouts Champion (2009-2010)

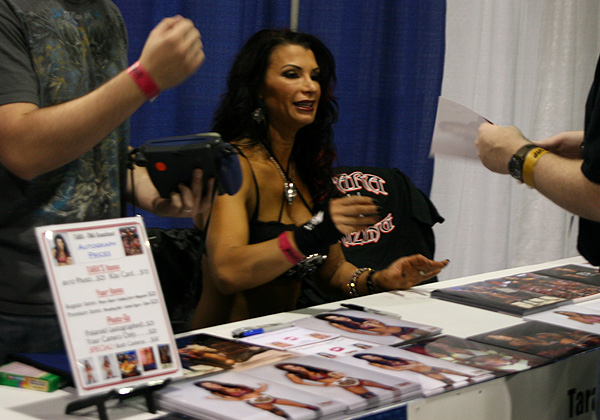
Lisa Marie Varon au Chicago Comic Con 2009.

Le 24 mai 2009, la Total Nonstop Action Wrestling annonce la signature de Lisa Marie Varon. Elle débute lors de l'émission du 28 mai 2009 de TNA impact! en relevant un défi ouvert lancé par la détentrice du Championnat féminin des Knockouts, Angelina Love. Désormais annoncée sous le nom de Tara, elle remporte son premier match face à Madison Rayne lors de l'édition du 11 juin de TNA Impact!. Le 21 juin 2009, elle dispute le titre à Angelina Love lors de Slammiversary 2009, mais perd le match à la suite de l'interférence des autres membres des Beautiful People (Madison Rayne et Velvet Sky).
Il est alors révélé que "Tara" est un diminutif pour Tarantula, et Tara justifie ce nom en commençant à apporter sur le ring une araignée mygalomorphe surnommée Poison, qu'elle dépose à la fin du match sur les adversaires vaincues. Lors de l'édition du 9 juillet 2009 de TNA Impact! (enregistrée en public le 25 juin 2009), elle obtient d'Angelina Love un nouveau match pour le titre en menaçant de placer Poison une nouvelle fois sur Velvet Sky. Tara remporte ce match, devenant ainsi la cinquième Championne féminine des Knockouts. Mais ce règne s'avère de courte durée puisqu'elle reperd le titre lors d'un match revanche à Victory Road 2009 le 19 juillet 2009, étant victime d'un screwjob impliquant l'arbitre Slick Johnson et Madison Rayne.
C'est encore Madison Rayne qui, avec la complicité passive de Slick Johnson, coûte à Tara associée à Christy Hemme le match de demi-finale face aux Beautiful People lors du tournoi couronnant les premières Championnes par équipe des Knockouts, disputé du 28 août au 20 septembre 2009.
Entretemps débute, dès l'édition d'Impact précédant Slammiversary, une rivalité entre Tara et Awesome Kong, qui s'amplifie au fil des semaines par le biais de désaccords lors de matches en équipe et d'interférences au cours des matches, se concluant fréquemment par des rixes (brawls) incontrôlées à l'extérieur du ring. Ce conflit s'amplifie après No Surrender 2009. Chacune coûtant à l'autre un match de championnat face à la nouvelle Championne féminine des Knockouts, ODB, et une nouvelle altercation entre Tara et Awesome Kong ruinant les chances de la paire Tara/ODB lors d'un match pour les ceintures par équipes les opposant à Taylor Wilde et Sarita, un match à trois pour le titre est organisé à Bound for Glory 2009 entre Tara, Awesome Kong et ODB. ODB conserve une nouvelle fois la ceinture, Tara et Awesome Kong étant victimes de nouvelles interférences extérieures, respectivement dues à Kim Couture et Raisha Saeed.
Awesome Kong bientôt débarrassée de Raisha Saeed continuant ses interférences lors des matches de Tara, un match en cage (Six Sides of Steel) est organisé à Turning Point 2009 entre Tara et Awesome Kong. Tara remporte le match en exécutant un Lou Thesz press depuis le sommet de la cage.
A Final Resolution 2009, Tara redevient Championne féminine des Knockouts en battant ODB. Cette dernière reprend le titre à iMPACT! le 4 janvier, mais Tara regagne le titre 13 jours plus tard à Genesis et entame alors son troisième règne.
Tara défend son titre contre Angelina Love à Impact!, et par deux fois contre Daffney, à Destination X, et dans le premier Knockouts First Blood Match.
Après le match pour le titre contre Angelina Love, Tara noue une alliance avec cette dernière contre les Beautiful People (Lacey Von Erich, Madison Rayne et Velvet Sky). Angelina et Tara participent ensemble au 3-way pour le titre de Championne par équipe des Knockouts laissé vacant qui voit la victoire des Beautiful People. Lors de Impact! du 5 avril 2010, Tara perd le titre lors d'un Lockbox challenge match, au profit d'Angelina Love; un nouveau conflit enfle entre les deux catcheuses, bien que continuant à faire équipe. Tara devient heel à Lockdown en fracassant la tête de sa partenaire contre la cage après le match perdu contre les Beautiful People, où tous les titres étaient en jeu.
Le 28 avril 2010, Lisa Marie Varon annonce sur son site officiel que son contrat d'un an arrive à terme et qu'un accord financier ne pouvant être trouvé pour une prolongation, elle quitte la TNA. A Sacrifice 2010 elle perd face à Madison Rayne un Career vs Title match, où sa carrière était en jeu. Mais dès la fin juin, Dave Meltzer annonce dans la Wrestling Observer Newsletter que Lisa Marie Varon aurait signé un nouveau contrat avec la TNA.

#### Alliance avec Madison Rayne (2010)

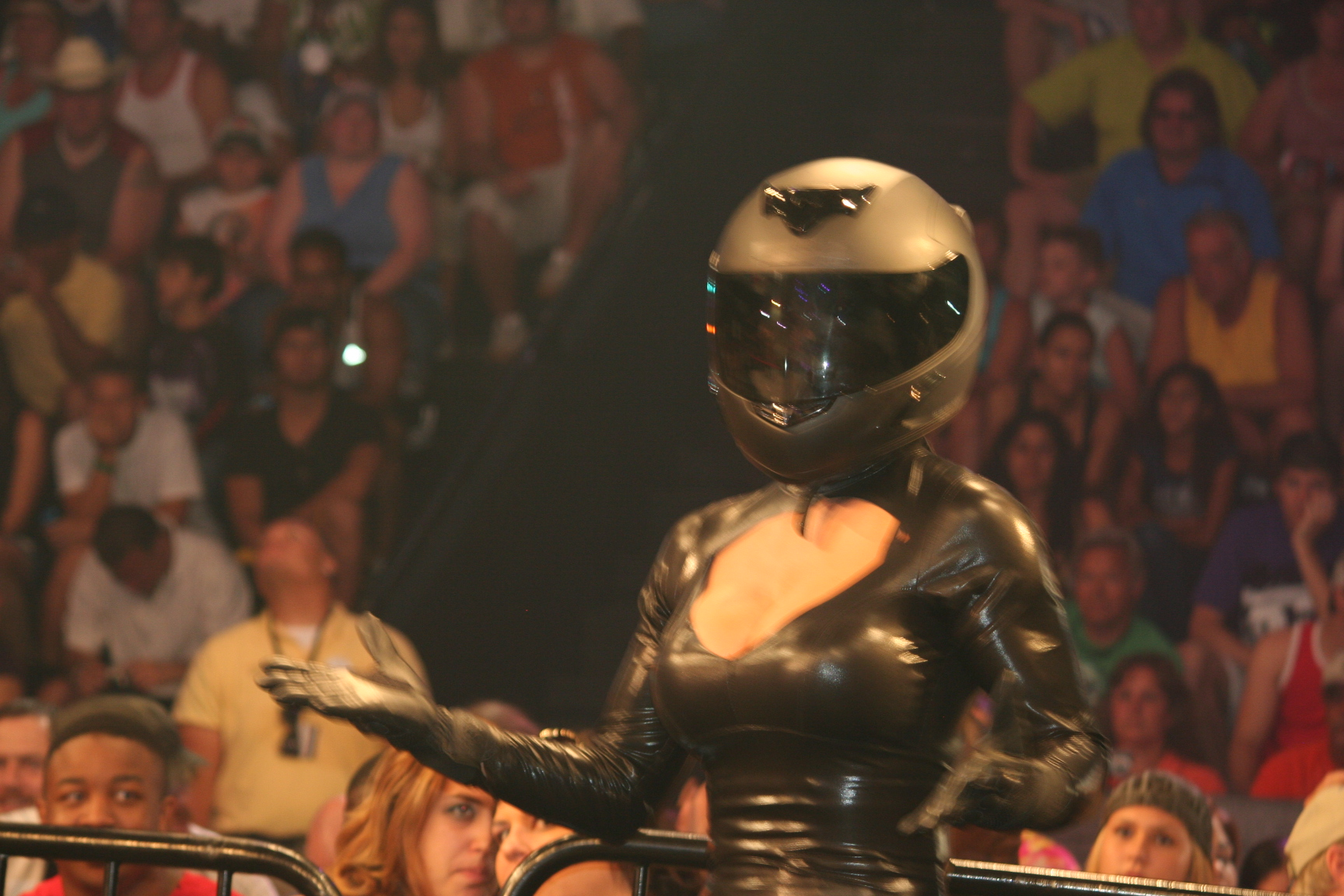
Tara effectuant son retour avant BFG 2010

Lisa Marie Varon fait son retour à Victory Road, masquée et au commandes d'un scooter. Son identité cachée au public, elle devient heel en aidant Madison Rayne dans sa rivalité avec Angelina Love et Velvet Sky. Elle révèle finalement son visage lors de l' Impact! du 3 septembre. Lors de Bound for Glory, elle remporte pour la quatrième fois le Championnat féminin des Knockout en battant Love, Sky et Rayne dans un Four Corners match, mais le perd volontairement le lendemain contre Madison Rayne en se couchant sur le sol pour lui permettre de faire le tombé.
Lors de Turning Point, elle affronte Mickie James dans un match qui se terminera par un no contest à la suite d'une intervention de Madison Rayne. Lors de Final Resolution 2010, elle bat Mickie dans un Falls Count Anywhere Match (après une intervention de Madison Rayne). Lors d'iMPACT!, elle interrompt le concert que Mickie donnait sur son thème d'entrée, puis plus tard dans la soirée, elle participe au main event, un cage match contre Mickie James, match qu'elle perd. Le 10 février elle fait partie d'un match à 8 comprenant Rosita, Sarita, Madison Rayne et elle-même contre Angelina Love, Velvet Sky, Mickie James et Winter.
Lors de Sacrifice (2011), Tara effectue un face turn en attaquant Madison Rayne. De plus en réalisant ce face turn, elle ne peut plus faire équipe avec elle. À Impact le 19 mai, elle, Miss Tessmacher et Mickie James battent Madison Rayne, Mexican America (Rosita et Sarita).

#### T'n'T avec Brooke Tessmacher (2011-2012)
Le 30 juin, lors d'Impact Wrestling, elle gagne avec Mickie James et Miss Tessmacher contre Madison Rayne, Angelina Love et Winter dans un elimination match où elle se fait éliminer en 2e. Le 21 juillet lors d'Impact Wresting, elle devient Championne par équipe des Knockouts de la TNA avec Miss Tessmacher, en battant Mexican America, Sarita et Rosita. Elles gagnent le match retour et restent championnes. Lors de Impact le 3 novembre, elle et Miss Tessmacher perdent leurs titres contre Madison Rayne et Gail Kim. Elle a perdu face à Gail Kim à Against All Odds (2012) pour le TNA Women's Knockout Championship. Le jeudi suivant, elle perd une bataille royale et n'est donc plus la concurrente numéro 1 au titre des Knockout. Puis le 19 avril, Velvet Sky, Mickie James et Tara gagnent grâce à un tombé effectué par Brooke Tessmacher sur Gail Kim qui était en équipe avec Sarita, Rosita & Madison Rayne. Lors de l'Impact du 23 août, elle bat Miss Tessmacher.

#### Knockout Champion et renvoi (2012-2013)
Lors d'Impact Wrestling le 13 septembre, Tara fait un Heel-Turn en attaquant Brooke Tessmacher avec une clothesline suivi de son Widow's Speak. Lors de No Surrender, elle perd contre Miss Tessmacher. La semaine suivante elle gagne contre ODB. Lors de l'Impact du 4 octobre, Tara et Gail Kim gagnent contre Miss Tessmacher et ODB. Lors du PPV Bound for Glory (2012), elle bat Miss Tessmacher et remporte le Championnat des Knockouts pour la 5e fois. Lors de Turning Point (2012), elle perd avec Jesse contre ODB et Eric Young dans un match par équipe mixte. Lors de Final Resolution (2012), elle conserve son titre face à Mickie James.
Lors d'un épisode d'Impact enregistré le 26 janvier 2013 à Londres et qui sera diffusé le 21 février, Tara perd le titre des Knockout au profit de Velvet Sky dans un 4-way elimination match, qui comprenait également Miss Tessmacher et Gail Kim. Lors de l'Impact du 28 février, elle perd son match revanche contre Velvet Sky. Le 4 avril à Impact, elle fait équipe avec Gail Kim contre Velvet Sky et Taryn Terrell, match que Tara et Kim gagnent. Le 25 avril, Tara perd face à Taryn Terrell. Le 2 mai à Impact, elle et Gail Kim perdent face à Mickie James et Taryn Terrell. Le 9 mai lors d'Impact, elle et Gail Kim perdent contre Velvet Sky et Mickie James. Après le match, Gail Kim attaque Tara.
Tara effectue son retour lors d'Impact Wrestling du 27 juin 2013 en compagnie de Jessie et Robbie E où ils invitent les champions par équipe de la TNA (James Storm et Gunner) à leur donner une opportunité d'un match face à eux. À Xplosion le 2 juillet, elle perd face à Taryn Terrell.
À la suite de coupes budgétaires majeures de la TNA, elle fut congédiée le 16 juillet.

## Palmarès

### Fitness
- Debbie Kruck Fitness Classic : 1re en 1999[4]
- ESPN2 Fitness America Series : 1re place en 1997[4] ; 2e place en 1998[4]
- Lifequest Triple Crown : Top 20 (1997)[4]
- National Physique Committee
  - NPC Inland Empire : 1re en 1995[4]
  - NPC Team Universe : 2e en 1999[4]
- Women's Tri-Fitness
  - Ironwoman Tri-Fitness : 4e en 1998[4]

### Catch
- Pro Wrestling Illustrated
  - PWI Woman of the Year en 2004[37]
  - Top 50 Females

| Année     | 2008   | 2009   | 2010   | 2011   | 2012   | 2013   |
| Rang      | 12     | 5      | 11     | 8      | 10     | 8      |
| Référence | [ 38 ] | [ 39 ] | [ 40 ] | [ 41 ] | [ 42 ] | [ 43 ] |

- Total Nonstop Action Wrestling
  - TNA Women's Knockout Championship (5 fois)
  - TNA Knockout Tag Team Championship (1 fois avec Miss Tessmacher)
- World Wrestling Entertainment
  - WWE Women's Championship (2 fois)[44],[45],[46]